# نانشین-رون

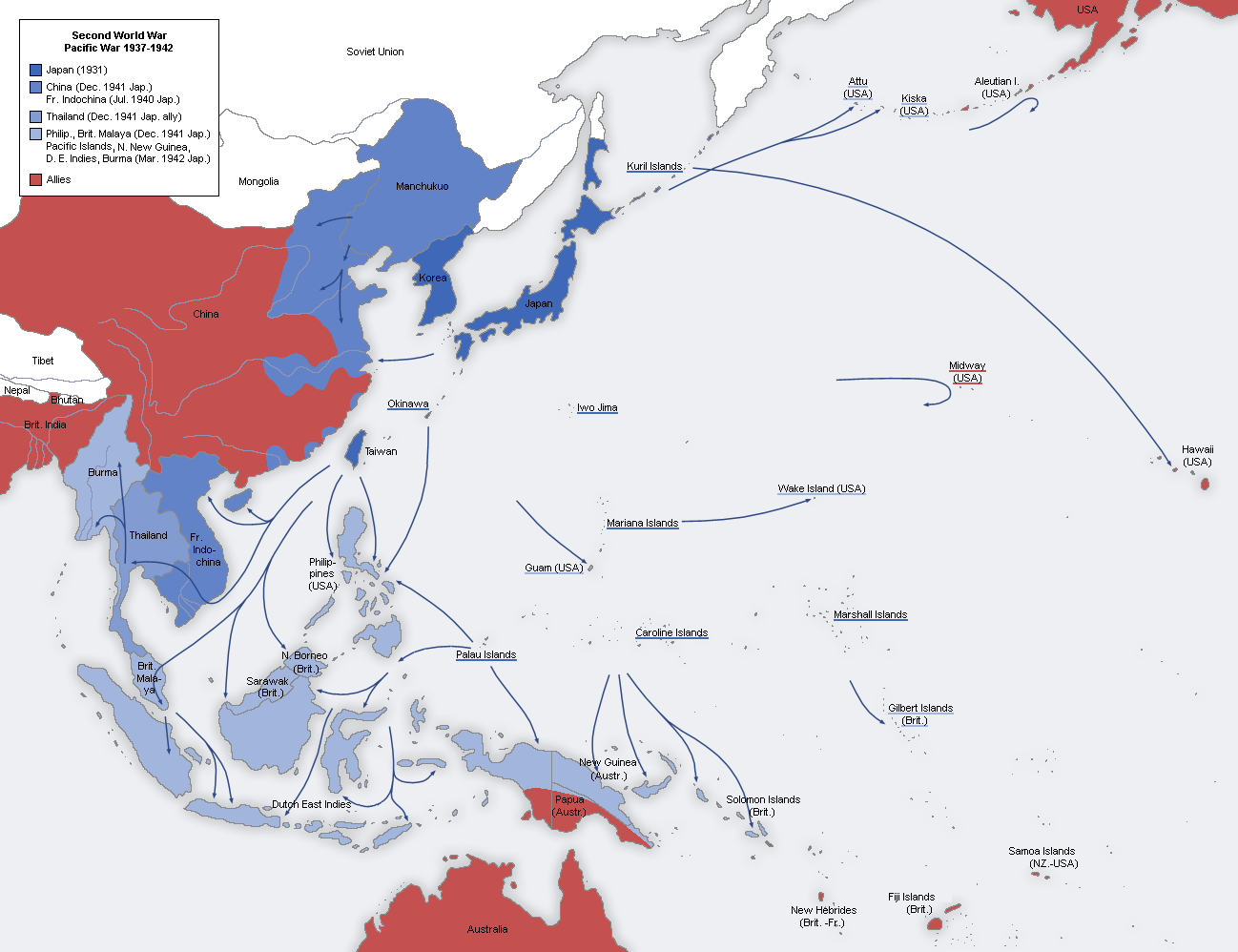
نقشه توسعه اراضی ژاپن در اقیانوس آرام پس از لغو شدن تهاجم احتمالی به خاک شوروی.

نانشین-رون (ژاپنی: 南進論) به معنی دکترین توسعه جنوبی یک دکترین سیاسی بود که ابراز می‌داشت جنوب شرق آسیا و جزایر اقیانوس آرام به واسطه منابع سرشار خود مهم‌ترین منطقه برای گسترش امپراتوری ژاپن هستند و باید جزوی از حوزه نفوذ این کشور باشند.
در مقابل این نظر سیاستی به نام هوکوشین-رون به پشتیبانی نیروی زمینی وجود داشت که ابراز می‌داشت منچوری و سیبری مهم‌ترین مناطق برای پیشروی در آینده هستند اما پس از شکست در نبرد مرزی با شوروی، آغاز جنگ دوم چین و ژاپن و نگرش منفی دولت‌های غربی نسبت به سیاست‌های توسعه طلبانه ژاپن سیاست توسعه جنوبی در راس برنامه‌ها قرار گرفت.
توجه این برنامه بر به دست آوردن منابع دولت‌های استعماری در جنوب شرق آسیا و خنثی نمودن تهدید نیروهای نظامی دولت‌های غربی در اقیانوس آرام بود.